# Alfredo Salafia
Alfredo Salafia (Palermo, 7 novembre 1869 – Palermo, 31 gennaio 1933) è stato un imbalsamatore italiano.

## Biografia

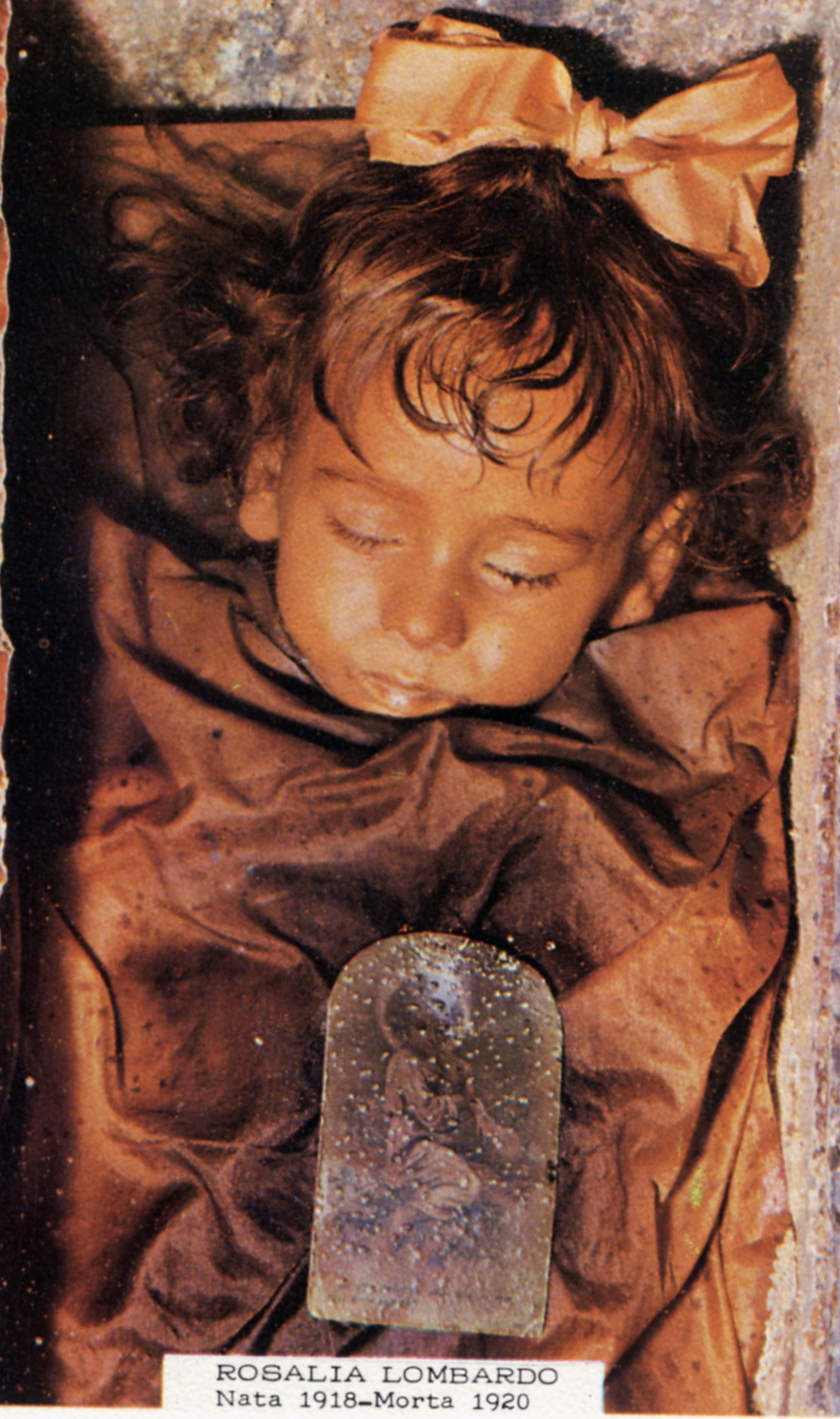
Mummia della piccola Rosalia Lombardo, imbalsamata da Salafia agli inizi del 1920.

Nato nella seconda metà dell’Ottocento a Palermo, sviluppò una tecnica basata sull’iniezione di sostanze chimiche, inizialmente applicata in esperimenti di tassidermia. Nel 1900 ottenne il permesso di sperimentare il suo composto su cadaveri umani presso la Scuola Anatomica del prof. Randaccio, suscitando ammirazione per l’eccellente stato di conservazione dei corpi. Due anni dopo, Salafia fu incaricato di restaurare il corpo di Francesco Crispi, giunto a Palermo in condizioni precarie, un lavoro che gli valse il plauso della stampa.
Tra i personaggi illustri da lui imbalsamati si annoverano il cardinale Michelangelo Celesia, il senatore Giacomo Armò, l’editore Salvatore Biondo, l’etnografo Giuseppe Pitrè e, soprattutto, la piccola Rosalia Lombardo (1920), nota come “la mummia più bella del mondo”, conservata nelle Catacombe dei Cappuccini di Palermo.
Nel 1910, Salafia fu invitato a New York per dimostrare il suo metodo presso l’Eclectic Medical College, ottenendo grande successo. Lasciò un manoscritto inedito, Nuovo Metodo Speciale per la conservazione del cadavere umano intero allo stato permanentemente fresco, di circa 30 pagine, in cui descrisse le sue tecniche e la storia dell’imbalsamazione. La scoperta di questo manoscritto è oggetto di disputa: Umberto Di Cristina e coautori, nel libro La Dimora delle Anime (2007), rivendicano di averlo trovato per primi, mentre il paleopatologo Dario Piombino-Mascali è spesso accreditato per aver reso pubblica la formula nel 2009, contribuendo alla rivalutazione moderna di Salafia.

## Tecniche di imbalsamazione
Alfredo Salafia sviluppò un metodo innovativo di conservazione dei cadaveri, descritto nel suo manoscritto Nuovo Metodo Speciale per la conservazione del cadavere umano intero alla stato permanentemente fresco. La sua formula consisteva in una miscela di una parte di glicerina, una parte di formalina satura di solfato di zinco e cloruro di zinco, e una parte di una soluzione alcolica satura di acido salicilico. Ciascun componente aveva una funzione specifica: la formalina eliminava i batteri, l’alcool essiccava il corpo, la glicerina preveniva l’eccessiva disidratazione, l’acido salicilico combatteva i funghi e i sali di zinco conferivano rigidità. La soluzione veniva iniettata nel corpo, probabilmente attraverso l’arteria femorale, utilizzando un iniettore a gravità. Questo metodo garantì una conservazione straordinaria, come dimostrato dal corpo di Rosalia Lombardo, i cui organi interni risultano intatti alle radiografie. Nonostante segni di decomposizione rilevati nel 2009, come una texture cerosa e ingiallita della pelle, il corpo di Rosalia rimane tra i meglio conservati nelle Catacombe dei Cappuccini, grazie a moderne misure di conservazione, come il trasferimento in una teca sigillata con azoto. Le tecniche di Salafia sono state riscoperte nel 2007, con una disputa sulla priorità tra Umberto Di Cristina, che ne parlò nel libro La Dimora delle Anime, e Dario Piombino-Mascali, che analizzò il metodo dal punto di vista biomedico, contribuendo alla sua rivalutazione scientifica.